# Frondinidae
Frondinidae es una familia de foraminíferos bentónicos cuyos taxones han sido tradicionalmente incluidos en la familia Ichthyolariidae, de la superfamilia Robuloidoidea, del suborden Lagenina y del orden Lagenida. Su rango cronoestratigráfico abarca desde el Capitaniense (Pérmico medio) hasta el Changhsingiense (Pérmico superior).

## Clasificación
Frondinidae incluye a las siguientes subfamilia y géneros:
- Subfamilia Frondininae
  - Frondina †, también considerado en familia Ichthyolariidae.
  - Ichthyofrondina †, también considerado en familia Ichthyolariidae.